# 비르켄슈트라세역
비르켄슈트라세역(U-Bahnhof Birkenstraße)은 베를린 미테구 모아비트에 있는 U9의 역이다. 1961년 8월 28일에 개통했다.
섬식 승강장의 가운데에서 대합실을 거쳐서 출입구가 설치되어 있다. 대합실의 주 색상은 밝은 갈색과 어두운 회색이다. 승강장의 주 색상은 밝은 녹색이다. 승강장 외벽은 밝은 녹색 타일, 육각형 형태의 중앙 기둥은 밝은 녹색 모자이크로 마감되어 있다. 승강장 바닥과 천장은 회색으로 칠해져 있다.
2017년 개보수 공사로 인해서 서부 출입구가 폐쇄되었고, 출입구 위쪽으로 역명판이 설치되었다. 2022년 3월 16일에는 승강장 북쪽 끝으로 추가 출입구와 엘리베이터가 설치되어 있다. 개보수 공사 과정에서 원래 색상과 유사하게 전 역사가 개보수되었다. 개보수 공사 예산은 250만 유로이다.

## 인접 철도역
| 베를린 지하철 9호선                     | 베를린 지하철 9호선 | 베를린 지하철 9호선               |
| --------------------------------------- | ------------------- | --------------------------------- |
| 투름슈트라세 라트하우스 슈테글리츠 방면 | U9                  | 베스트하펜 오슬로어 슈트라세 방면 |